# Kavalierperspektive
Die Kavalierperspektive (auch Aufrissaxonometrie, frontalaxonometrischer Riss, Frontalriss, Frontschau, Kabinettperspektive, Kavalierprojektion, Reiterperspektive; englisch: cavalier projection, französisch: Perspective cavalière) ist eine Perspektiveart, genauer eine Parallelperspektive (Axonometrie). Alle parallelen Linien eines Objektes bleiben im Bild parallel. Die Kavalierperspektive ist eine meist dimetrische, schiefe (schiefwinklige bzw. schräge) Frontalansicht in Parallelperspektive.

## Beschreibung
Besonderes Kennzeichen ist, dass die Höhen- und Breitenlinien senkrecht bzw. waagerecht und maßstabsgetreu unverkürzt bleiben. Das bedeutet, die Vorderansicht – wie auch alle zur Aufrissebene parallelen Figuren des Objekts oder eine Seitenansicht – bleiben senkrecht bzw. waagerecht und maßstäblich unverzerrt, während der Grundriss gestaucht und verzerrt wird. Die Tiefenlinien (die in die Tiefe gehenden Linien) verlaufen meist im 45-Grad-Winkel zur Waagerechten, manchmal im 30-Grad-Winkel oder in anderen Winkeln, was selten ist. Die Tiefenlinien können unverkürzt dargestellt sein (Verzerrungsverhältnis: 1:1:1 = Isometrie), was zu einer Überbetonung der Tiefe führt. Sie können aber auch um 50 % verkürzt (Verzerrungsverhältnis: 1:1: 0,5 = Dimetrie) sein, was zu einer natürlicher wirkenden Darstellung führt. Eine Verkürzung um den Faktor √2 (Verzerrungsverhältnis 1:1: 1/√2; Dimetrie) ist geeignet bei Zeichnungen auf kariertem Papier.
Nach der internationalen Norm ISO 5456-3 von 1996 bezeichnet die Kavalierperspektive (cavalier axonometry) eine Darstellung, bei der die Höhenlinien senkrecht, die Breitenlinien waagerecht und die Tiefenlinien einen 45-Grad-Winkel zur Waagerechten bilden. Festgelegt ist, dass alle Linien im gleichen Maßstab verkürzt sind. Sind bei sonst gleichen Bedingungen die Tiefenlinien um die Hälfte verkürzt, wird die Darstellung als Kabinettperspektive (cabinet axonometry) bezeichnet.

## Verwendung
Man verwendet die Kavalierperspektive vor allem dann, wenn das Wesentliche in der Frontalansicht gezeigt werden soll, zum Beispiel bei Häuserfassaden, einer Zimmerwand oder einem Möbelstück. Die Kavalierperspektive ist besonders in architektonischen Zeichnungen, technischen Zeichnungen, im Design und Maschinenbau verbreitet.

## Vor- und Nachteile
Nachteil der Kavalierperspektive liegt darin, dass die Darstellung weniger realistisch wirkt, da kein Fluchtpunkt (wie bei der Zentralperspektive) vorhanden ist. Vorteile sind, dass die Konstruktion relativ einfach ist, dass die Frontansicht unverzerrt direkt sichtbar ist und dass Maßverhältnisse leicht ablesbar sind.

## Wortherkunft
Als Kavalier wurde in den Festungen des 18. Jahrhunderts ein erhöhter Punkt (Geschützstellung oder Turm) mit freiem Rundblick in das Vorgelände bezeichnet. Für Darstellungen von einer solchen Stelle aus wurde die Bezeichnung Kavalierperspektive üblich.

## Beispiele

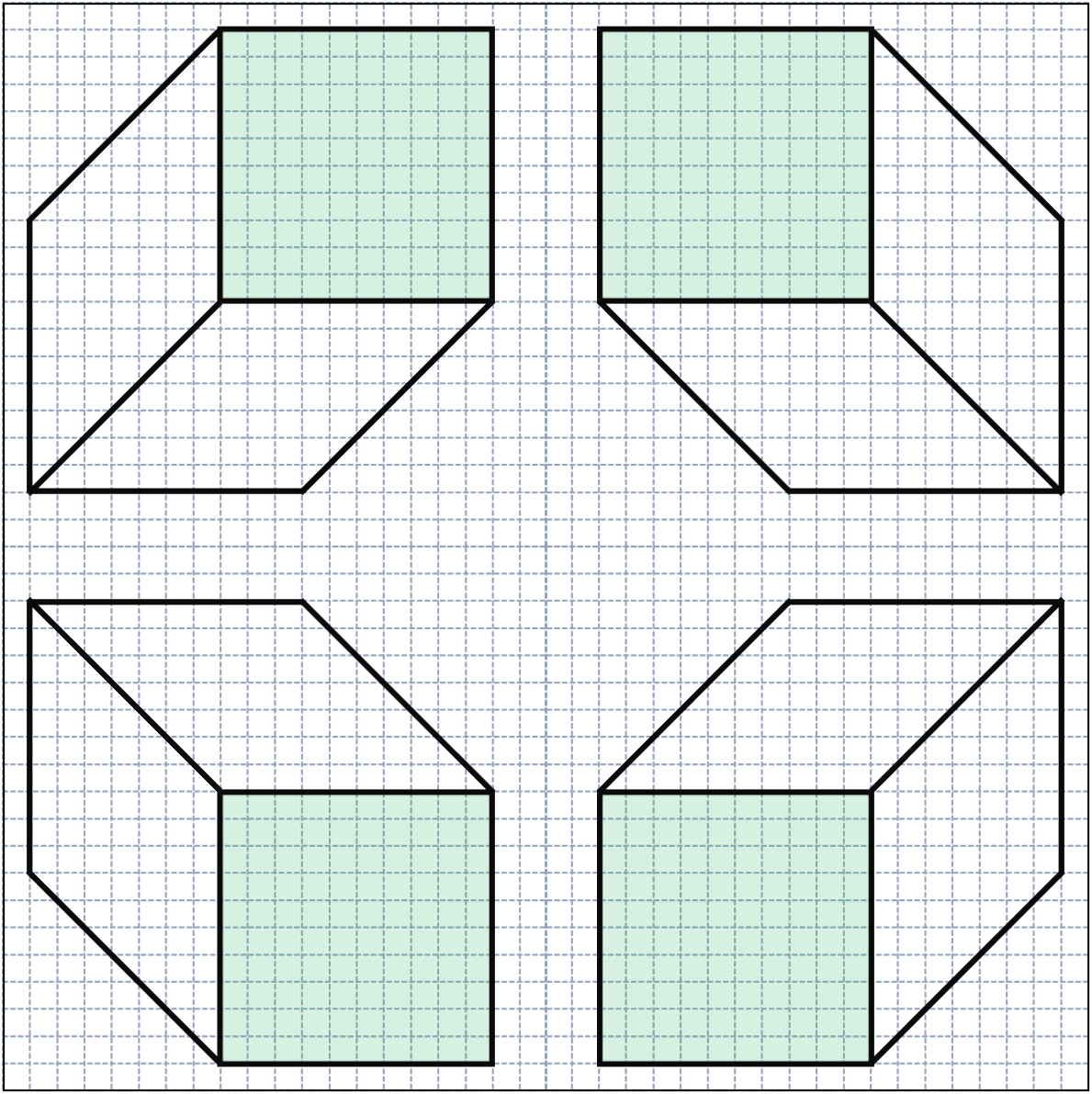
Die vier möglichen Kavalierperspektiven eines Würfels.
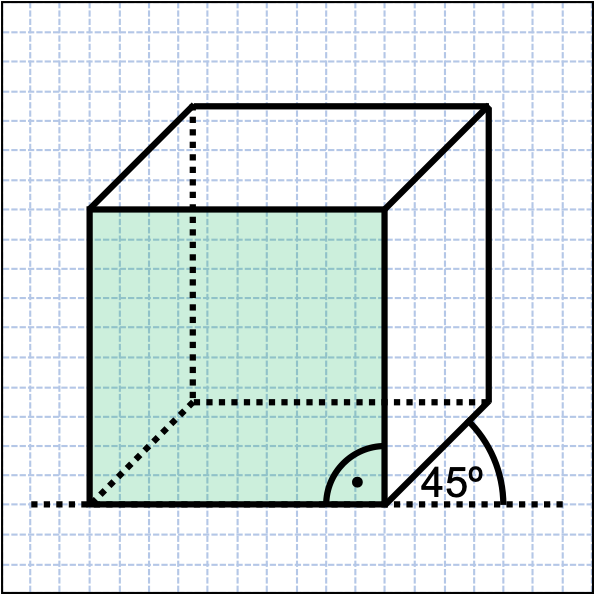
Würfel in Kabinettperspektive. Die Höhen- und Breitenlinien sind unverzerrt und die Tiefenlinien sind um 50 % verkürzt.
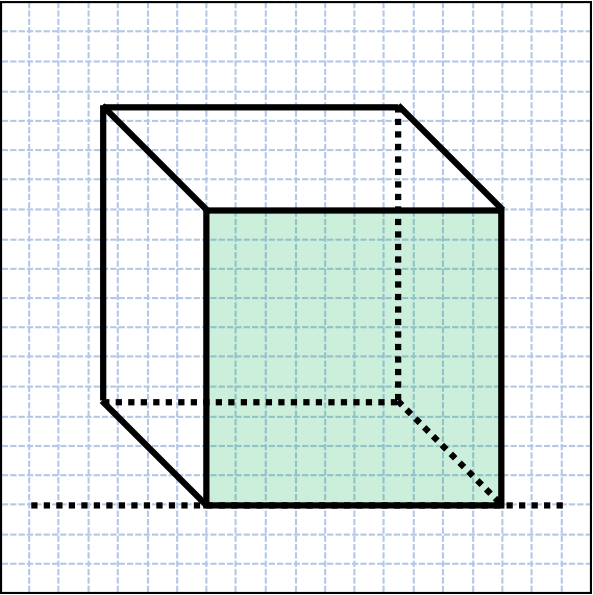
Der gleiche Würfel von links oben.
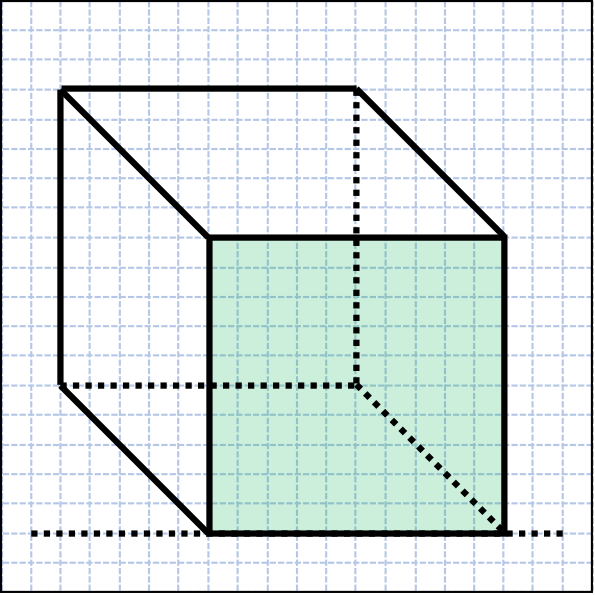
Würfel in Kavalierperspektive von links oben. Die Tiefenlinien sind um den Faktor √2 verkürzt.
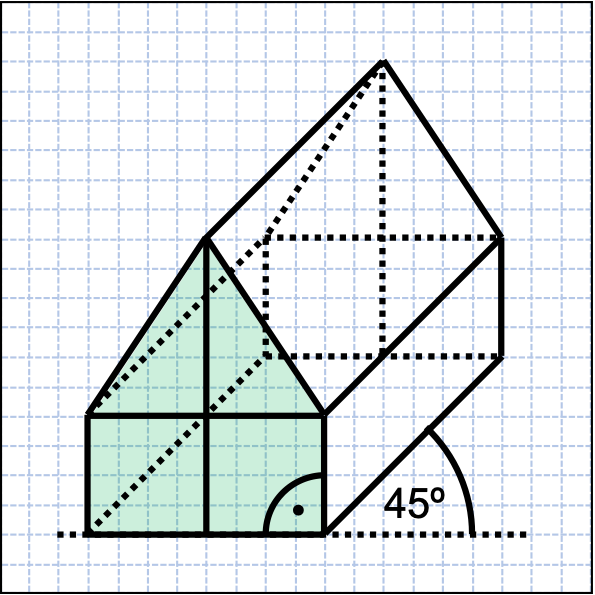
Satteldachhaus in Kavalierperspektive.

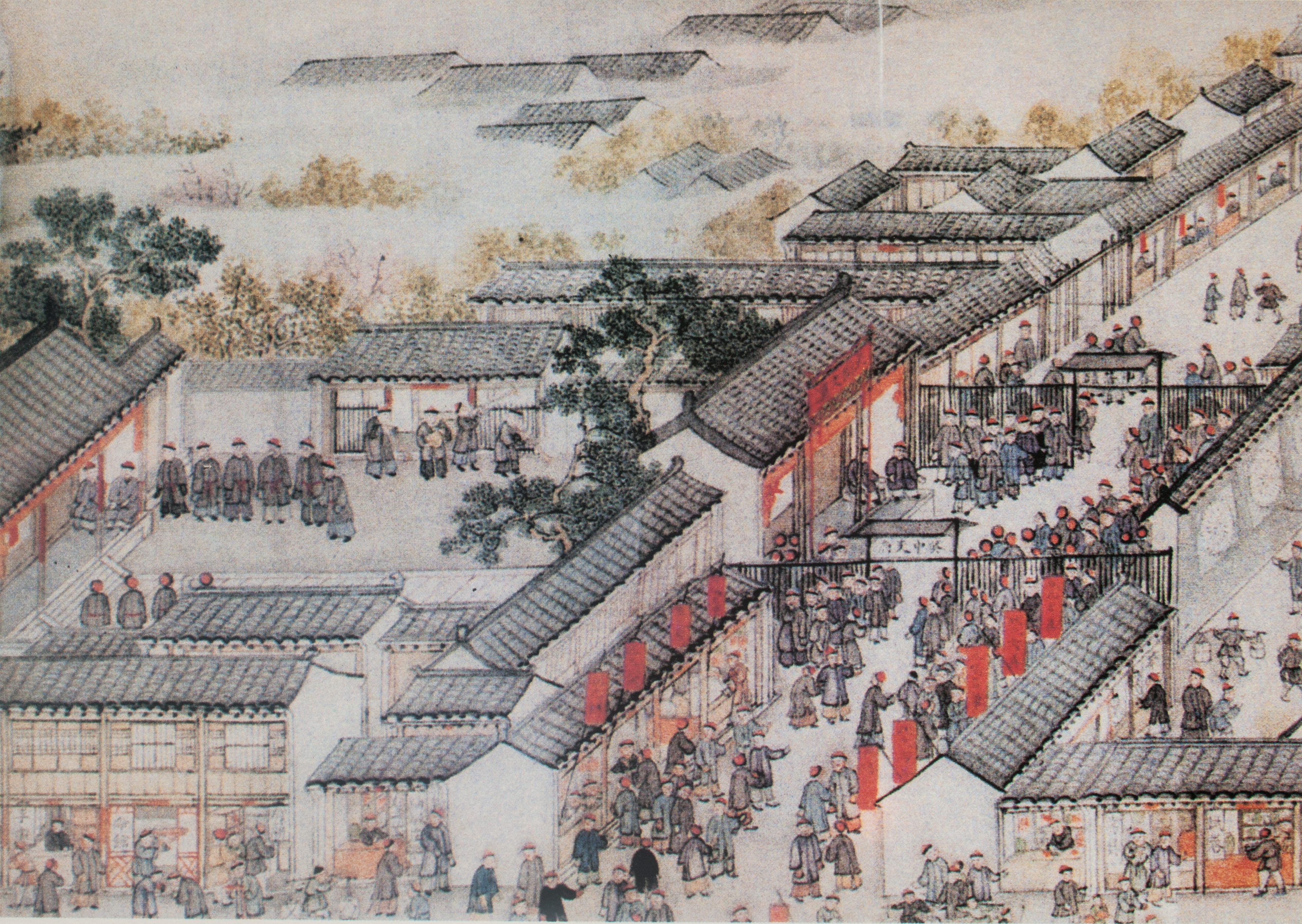
Ansicht in Kavalierperspektive von einer Verwaltungsbehörde im kaiserlichen China. Xu Yang: Eingang und Hof eines Yamen. Zwischen 1736 und 1796.
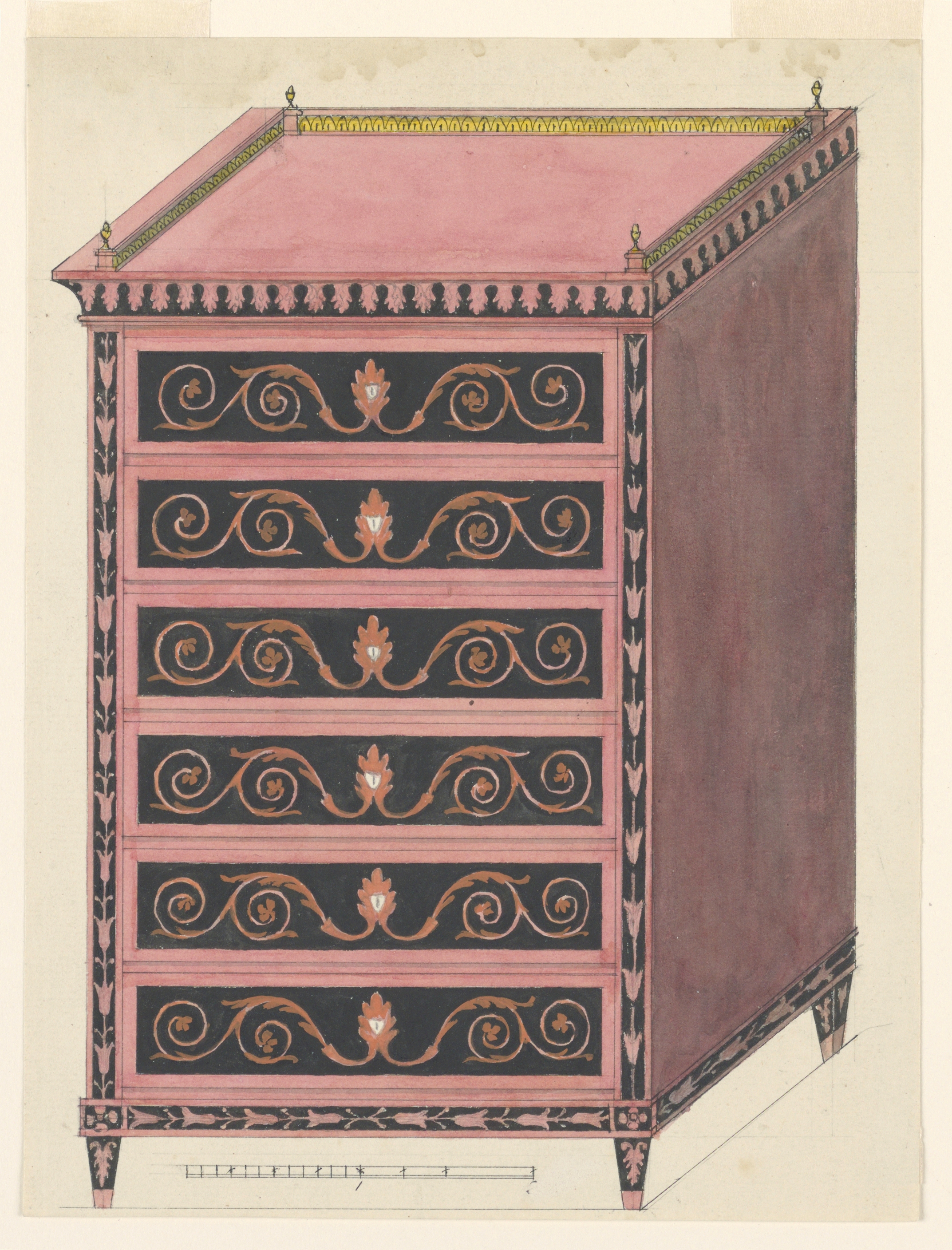
Kommode mit sechs Schubladen in Kavalierperspektive. Ca. 1805.
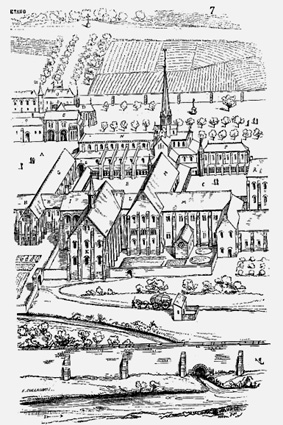
Die Kavalierperspektive ist nur annähernd verwirklicht, da die Objekte nach hinten kleiner werden. Zisterzienser-Abtei Cîteaux, Burgund Frankreich. Vor 1856.
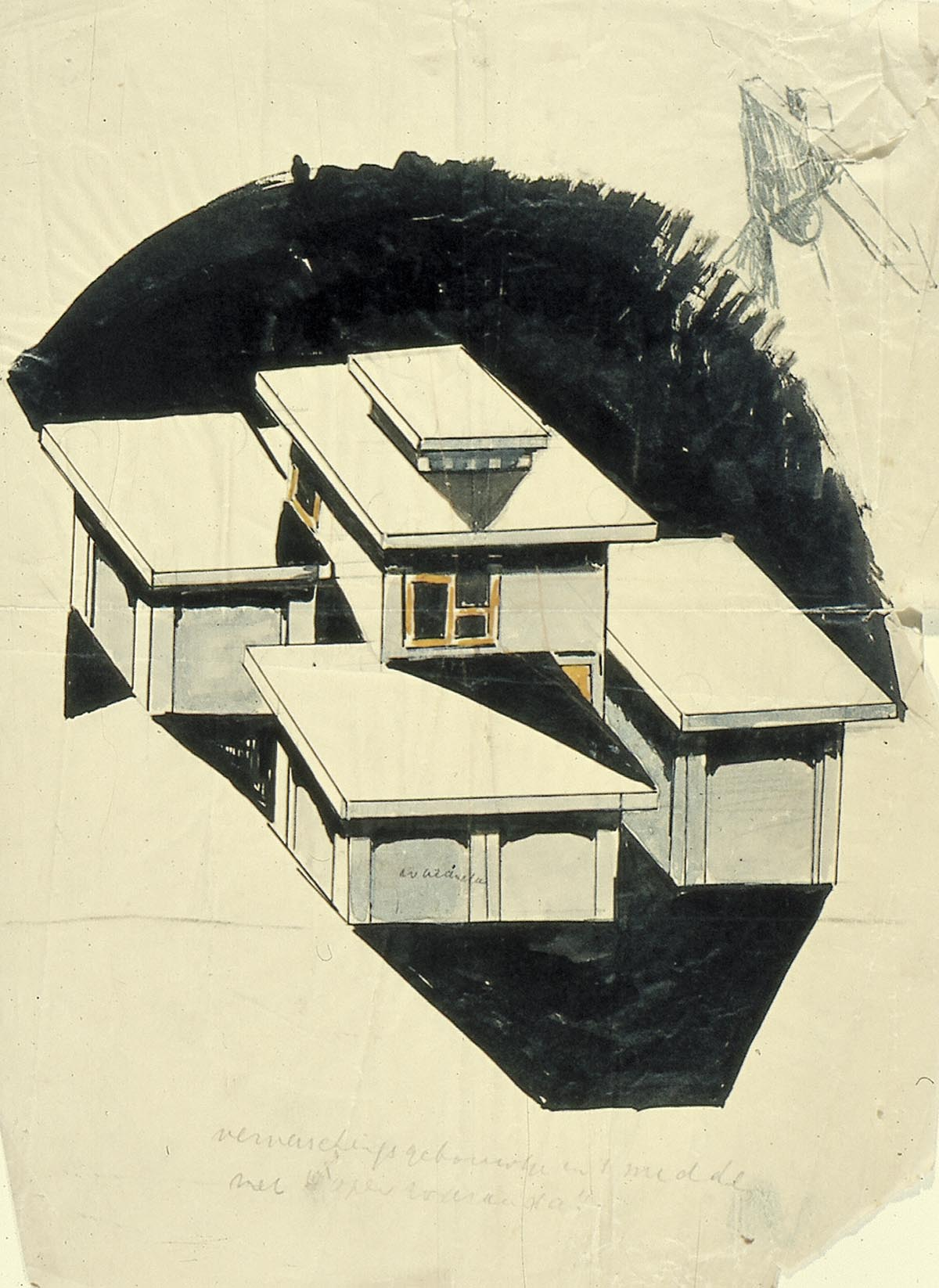
Theo van Doesburg: Entwurf für ein Erfrischungsgebäude in Kavalierperspektive. 1922.
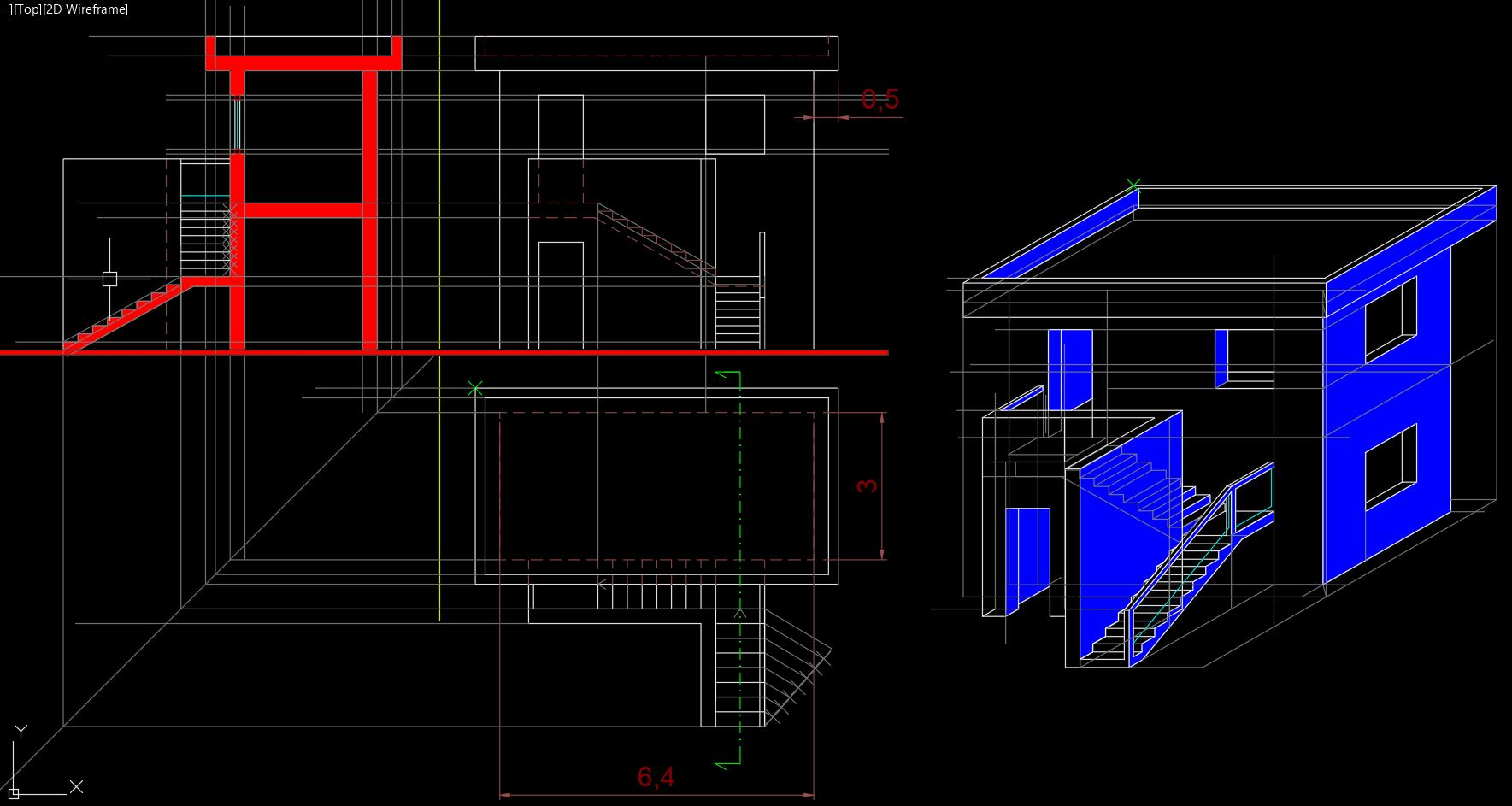
Neben Querschnitt, Längsschnitt und Grundriss ist rechts das zweistöckige Haus mit blauem Eigenschatten in Kavalierperspektive dargestellt. 2022.